# Palmarès del Club Deportivo Universidad Católica
Il Club Deportivo Universidad Católica, meglio noto come Universidad Católica, è una società di calcio di Santiago, in Cile.
Fondato nel 1937, è, insieme al Colo-Colo e all'Universidad de Chile è una delle tre grandi squadre del calcio cileno, avendo vinto 16 campionati nazionali di prima divisione, 2 campionato di seconda divisione, 4 Coppa del Cile e 4 Supercoppa del Cile.
L'Universidad Católica ha inoltre una forte tradizione internazionale, ha raggiunto le semifinali della Coppa Libertadores nel 1962, 1966, 1969 e 1984 ed è stato finalista nel 1993 Nel 1994 ha vinto un titolo internazionale, Coppa Interamericana..

## Competizioni nazionali
- Campionato cileno: 16

1949, 1954, 1961, 1966, 1984, 1987, 1997, 2002 (Apertura), 2005 (Clausura), 2010, 2016 (Clausura), 2016 (Apertura), 2018, 2019, 2020, 2021
- Copa Chile: 4

1983, 1991, 1995, 2011
- Supercopa de Chile: 4

2016, 2019, 2020, 2021
- Primera B: 2

1956, 1975

### Competizioni internazionali
- Coppa Interamericana: 1

1994

## Altri piazzamenti
- Campionato cileno:

Secondo posto: 1962, 1964, 1965, 1967, 1968, 1989, 1990, 1994, 1995, 1996, Clausura 1997, 1999, Clausura 2002, Apertura 2007, Clausura 2009, Apertura 2011, Transición 2013, Apertura 2013, Clausura 2014, Apertura 2015
Terzo posto: 1991, 1992, 1993, 1998
- Copa Chile:

Finalista: 1958, 1961, 1962, 1982, 1989, 1990, 2012-2013
Semifinalista: 1988, 2013-2014, 2016
- Supercopa de Chile:

Finalista: 2017, 2022
- Coppa Libertadores:

Finalista: 1993
Semifinalista: 1962, 1966, 1969, 1984
- Coppa Sudamericana:

Semifinalista: 2005, 2012